# Inspektorat Radzyń Podlaski Armii Krajowej
Inspektorat Radzyń Podlaski Armii Krajowej – terenowa struktura Okręgu Lublin Armii Krajowej..
W czasie Akcji „Burza” 24 lipca zgrupowanie oddziałów AK, BCh i AL pod dowództwem mjr. Stanisława Piotrowskiego „Jara” starły się w okolicy Łukowa z oddziałem 17 Dywizji SS.

## Skład organizacyjny
Organizacja w 1944:
- Obwód Biała Podlaska
- Obwód Radzyń Podlaski
- Obwód Łuków